# 미국 대 애플 사건 (2024년)
미국 대 애플 사건(United States, et al. v. Apple)은 2024년 3월 21일 미국 법무부가 미국의 IT 기업인 애플에 대해 반독점법 위반으로 제소한 사건이다. 미국 법무부는 애플이 단순히 경쟁에서 우위를 점하는 것이 아니라 셔먼 반독점법을 위반해 스마트폰 시장에서 독점력을 유지해 왔다고 주장하였다.
소송이 제기된 후, 미국 법무부 관계자와 미국 주요 언론에서는 과거 에너지 회사였던 스탠더드 오일이나 통신 회사였던 벨 시스템이 반독점법 위반으로 여러 개의 회사로 해체된 것과 같이 애플도 일부 사업 부문의 해체 수순을 밟을 수 있다고 전망하였다.
2024년 8월 1일, 애플 측은 소송 기각 신청(motion to dismiss)을 하였다.